# Paya, Boyacá
Paya là một thị xã và đô thị ở  Departamento Boyacá, thuộc phân vùng La Libertad.